# 다니엘리 스즈키
다니엘리 스즈키(Daniele Suzuki, 1977년 9월 21일 - )는 브라질의 배우이다. 본명은 다니엘리 토시쿠 스즈키 노바이스(Daniele Toshiko Suzuki Novaes)이며, 리우데자네이루 출신이다. 브라질에서 가장 인기있는 여자 배우 가운데 하나인 그녀는 일본인, 독일인, 이탈리아인, 그리고 남아메리카 원주민의 혼혈이다.

## 영화, TV 출연
- 내일은 스타 (2012년 드라마)
- 말랴상
- 맛을 보여드립니다 (영화)